# Gerhard Oncken
Gerhard Oncken (* 26. Dezember 1836 in Wittmund; † 17. Dezember 1898 in Wittmund) war ein deutscher Gutsbesitzer und Parlamentarier.

## Leben
Gerhard Oncken war ein Sohn des Ökonomen Sievert Anton Oncken und seiner Frau Anna Maria Henriette, geb. Brants. Er studierte Rechtswissenschaften an der Ruprecht-Karls-Universität Heidelberg und der Georg-August-Universität Göttingen. Er wurde 1857 im Corps Rhenania Heidelberg und 1859 im Corps Friso-Luneburgia Göttingen recipiert. Nach dem Studium war er Gerichtsauditor. Später lebte er als Gutsbesitzer und Auditor a. D. in Wittmund, wo er 1868–1876 auch Fleckenvorsteher war. 1879–1882 saß Oncken als Abgeordneter des Wahlkreises Hannover 1 (Aurich) im Preußischen Abgeordnetenhaus. Er gehörte der Fraktion der Nationalliberalen Partei an.